# 加龙河畔科蒙
加龙河畔科蒙（法語：Caumont-sur-Garonne，法語發音：[komɔ̃ syʁ ɡaʁɔn]）是法国洛特-加龙省的一个市镇，位于该省西部略偏北，加龍河左岸，属于马尔芒德区。

## 地理
加龙河畔科蒙（44°26'20"N, 0°10'52"E）面积11.61 平方千米，位于法国新阿基坦大区洛特-加龍省，该省份为法国西南部内陆省份，北起多爾多涅省，西接吉倫特省和朗德省，南至热尔省，东临塔恩-加龙省和洛特省。
与加龙河畔科蒙接壤的市镇（或旧市镇、城区）包括：塔耶堡、加龙河畔富尔克、勒马斯达日奈、圣马尔特、塞内斯蒂。
加龙河畔科蒙的时区为UTC+01:00、UTC+02:00（夏令时）。

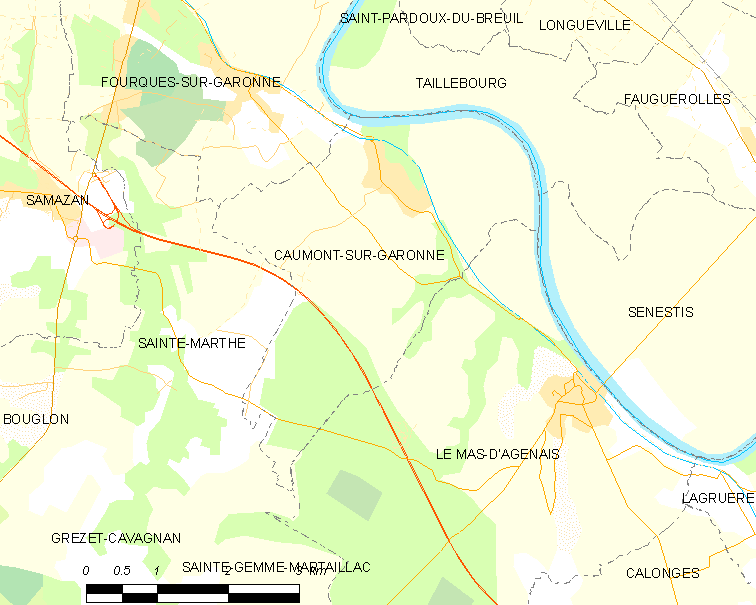
加龙河畔科蒙的OSM定位图

## 行政
加龙河畔科蒙的邮政编码为47430，INSEE市镇编码为47061。

## 政治
加龙河畔科蒙所属的省级选区为马尔芒德第二县。

## 交通
法国国家A62号高速公路经过境内但未设出入口。洛特-加龙省省道D143线过境。

## 人口

1962-2008年间加龙河畔科蒙人口变化图示

加龙河畔科蒙于2022年1月1日时的人口数量为815人。